# Route nationale 941 (Belgique)
Pour les articles homonymes, voir Route 941.
La route nationale 941 est une route nationale de Belgique de 17,4 kilomètres qui relie Dave à Sainte-Begge via Naninne et Haltinne.

## Description du tracé

### Communes sur le parcours
- Région wallonne
  -  Province de Namur
    - Dave
    - Naninne
    - Wierde
    - Faulx-les-Tombes
    - Strud
    - Haltinne
    - Sainte-Begge